# جاكيسكي تارت
جاكيسكي تارت (/dʒəˈkwɑːski/ jə-KWAH-skee ) ولد في 18 فبراير 1992) لاعب كرة قدم أمريكي ووكيل حر. لعب كرة قدم جامعية في سامفورد وتمت اضافته من قبل فريق سان فرانسيسكو 49ers في الجولة الثانية من مسودة NFL 2015 .

## السنوات المبكرة
التحق بمدرسة ديفيدسون الثانويةفي موبايل، ألاباما . لعب كرة السلة في المدرسة الثانوية ولم يبدأ بلعب كرة القدم حتى موسم التخرج.   على الرغم من لعب كرة القدم لموسم واحد، إلا أنه التزم بجامعة سامفورد للعب كرة القدم الجامعية .

## مهنة الكلية
التحق بسامفورد من 2010 إلى 2014.   بعد الإلتحاق بالروضة كطالب جديد، شهد أول عمل له في عام 2011. بصفته طالبًا في السنة الثانية للقميص الأحمر في عام 2012، أصبح لاعبًا أساسيًا خلال مسيرته، كان لديه 277 قطعًا للكرة وستة اعتراضات . 

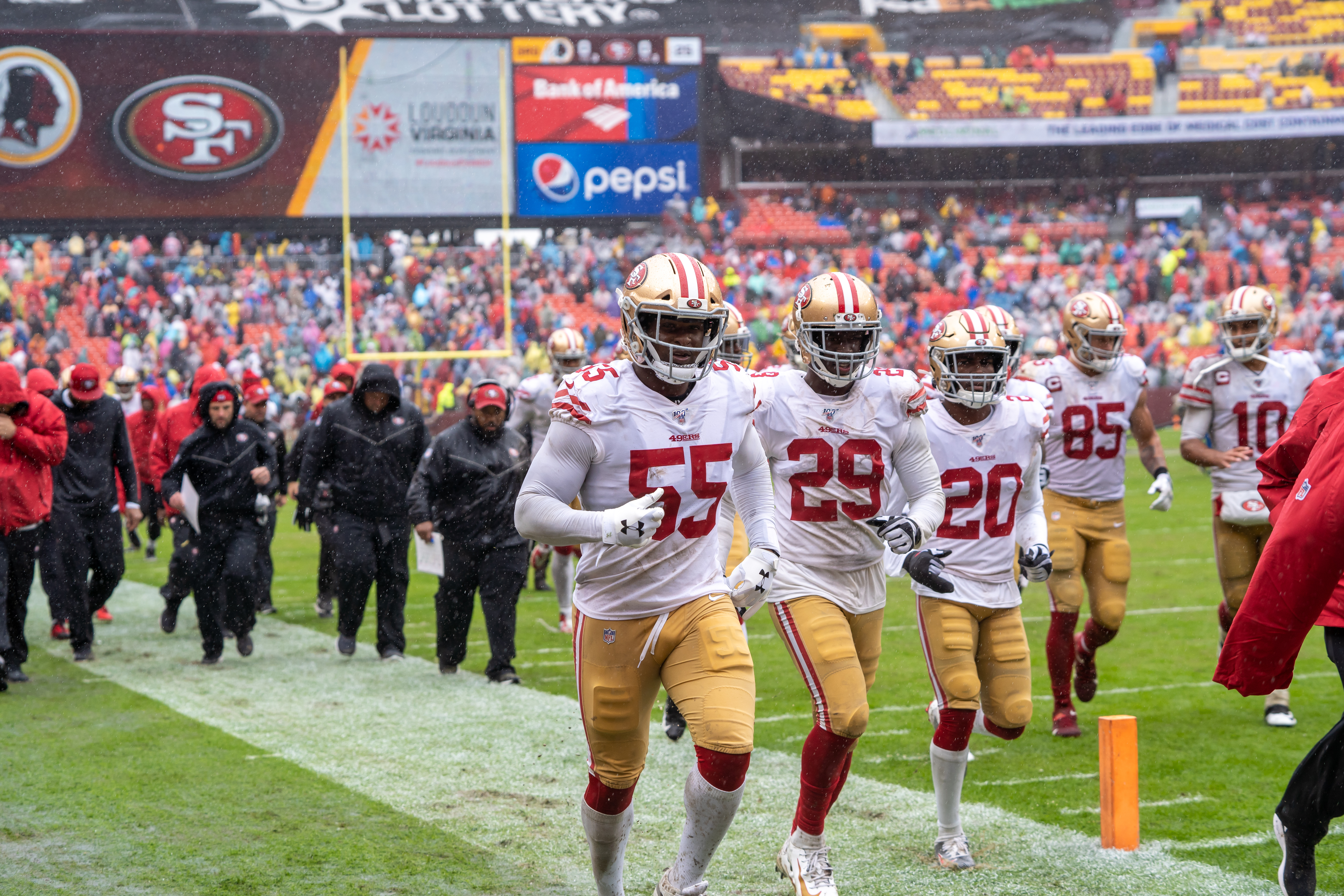
تارت في مباراة ضد فريق Washington Redskins